# 大橋和也
大橋和也（日语：／ Ōhashi Kazuya，1997年8月9日—），日本男藝人，經紀公司為傑尼斯事務所，旗下所屬組合浪花男子成員之一，队内代表色为綠色，并擔任隊長職位。

## 演出作品

### 電視劇
- 年下彼氏 第11話「着せ替え彼氏」（2020年5月17日，朝日放送・朝日電視台） - 主演・神崎幸一（與關西小傑尼斯共同主演）
- 型男高中（2020年10月7日 - 12月23日，東京電視台） - 主演・藤木一郎（與浪花男子成員共同主演）
- 14個由於特殊原因不能回老家的男子（朝日放送・朝日電視台） - 主演・（與關西小傑尼斯共同主演）
  - 第1話「ラッキームーン・前編」（2021年4月17日）
  - 第2話「オムライスの神様」（2021年4月25日）
  - 最終話「ラッキームーン・後編」（2021年6月19日）
- 我的可愛已經快到有效期限!?（2022年4月16日 - 6月11日，朝日電視台） - 一之瀨圭
- 愛上給我橡皮擦的女孩（2022年7月26日 - 9月27日，日本電視台） - 主演・福田悠
- 刑警與檢察官，有時是法官。 第1話（2023年4月13日，朝日電視台） - 林田裕紀
- 民王R（2024年10月22日 - 12月10日，朝日電視台） - 田中丸一郎太
- Revenge Spy（2025年7月5日 - ，朝日電視台） - 主演・菅原優我
- 妳是特別的（2025年9月17日 - ，MBS・TBS） - 主演・桐ヶ谷皇太（與畑芽育雙主演）

### 電視節目
- 鬧鐘電視（2020年4月1日・8日・15日，富士電視台） - 4月份月間娛樂報導員
- QUIZ!THE違和感（2020年4月13日 - 2022年9月12日，TBS） - 固定班底（與藤原丈一郎・大西流星3人中倆倆交替出演）
- 黄金定食（2022年1月17日〈16日深夜〉- 4月4日，東京電視台） - MC（與長谷川忍〈SISSONNE〉雙MC）
- この後どうする? 密着TV 終わりが始まり（2023年2月25日、讀賣電視台・中京電視台） - MC（加藤浩次雙MC）

### 舞台劇
- 少年啊 世界的梦想……让孩子们不再认识战争（日语：少年たち (ミュージカル)）（2015年8月2日 - 8月26日，大阪松竹座）
- ANOTHER & Summer Show（2016年8月2日 - 8月26日，大阪松竹座）
- JOHNNYS' Future WORLD（2016年10月8日 - 10月25日，梅田藝術劇場）
- 銀二貫（2017年6月1日 - 11日，大阪松竹座）
- 少年啊 南方的岛屿下雪了（日语：少年たち (ミュージカル)）（2017年8月2日 - 27日，大阪松竹座）
- LUNE〜風の魔法と滅びの剣〜（2018年2月3日 - 4日〔プレビュー公演〕，市川市文化会館 / 2月7日 - 12日，日本青年館ホール / 2月27日，静岡市清水文化会館（マリナート）大ホール / 3月2日，久留米シティプラザ ザ・グランドホール / 3月7日 - 11日，梅田芸術劇場シアター・ドラマシティ）- 主演・リューン・ダイ（與 藤原丈一郎雙主演）
  - LUNE〜風の魔法と滅びの剣〜（2019年6月1日 - 2日，相模女子大学グリーンホール / 6月5日 - 9日，日本青年館ホール / 6月19日 - 23日，梅田芸術劇場シアター・ドラマシティ / 6月26日、金沢歌劇座 / 6月29日 - 30日，刈谷市総合文化センター / 7月3日，久留米シティプラザ / 7月5日-6日，上野学園ホール） - 主演・リューン・ダイ（與藤原丈一郎雙主演）
- 滝沢歌舞伎2018（2018年6月4日 - 30日，御園座）
- 明日疾驰而来 少年啊（日语：少年たち (ミュージカル)）（2018年8月4日 - 30日，大阪松竹座）
- 青木さん家の奥さん（2020年1月22日 - 2月2日，東京環球劇場 / 2月13日 - 19日，產經大廳Breeze）

### 電影
- 関西杰尼斯Jr.的目標♪DREAM STAGE！（2016年4月16日上映，松竹） - 渡邊俊
- 神奇柑仔店 錢天堂（2024年12月13日上映，東寶） - 等等力小太郎
- 妳是特別的（2025年6月20日上映，GAGA）- 主演・桐谷皇太（與畑芽育雙主演）

### 動畫電影
- HoneyWorks 10th Anniversary "LIP×LIP FILM×LIVE"（2020年12月25日，東映） - 苺谷星空

### 演唱會
- 关西杰尼斯Jr.『春假Special Show 2013』（2013年3月5日 - 27日，大阪松竹座）
- 关西杰尼斯Jr.『X'mas Show 2013』（2013年12月1日 - 12月25日，大阪松竹座）
- 关西杰尼斯Jr.『春假Special Show 2014』（2014年3月1日 - 25日，大阪松竹座）
- 关西杰尼斯Jr.『X'mas Show 2014』（2014年11月30日 - 12月25日，大阪松竹座）
- 关西杰尼斯Jr.『X'mas Show2015』（2015年11月29日 - 12月4日・8日 - 11日・14日 - 17日・21日・22日，大阪松竹座）
- 关西杰尼斯Jr.『X'mas Show 2016』（2016年11月30日 - 12月25日，大阪松竹座）
- 关西杰尼斯Jr. 春之SHOW合戦（2017年3月4日 - 28日，大阪松竹座）
- 关西杰尼斯Jr.『X'mas SHOW 2017』（2017年12月1日 - 125日，大阪松竹座）
- 关西杰尼斯Jr. Concert 2018 〜Happy New 汪 Year〜（2018年1月3日・4日，大阪城ホール）
- 关西杰尼斯Jr. 春假Special Show 2018（2018年3月12日 - 24日，大阪松竹座）

### MV
- KEN☆Tackey
  - 逆轉LOVERS（Dance Video）（2018年）
  - 浮世艶姿櫻（Dance Video）（2018年）

### 雜誌連載
- KADOKAWA『関西WALKER』（2021年3月號 - ）

## 相關網站
- Johnny's net > 浪花男子 > Profile （页面存档备份，存于） （日語）
- ISLAND TV - 大橋和也 個人簡介（日語） （页面存档备份，存于）
- 大橋和也在互联网电影资料库（IMDb）上的資料（英文）